# Aneurus laevis
Aneurus laevis is een wants uit de familie van de Aradidae (Schorswantsen). De soort werd het eerst wetenschappelijk beschreven door Johan Christian Fabricius in 1775.

## Uiterlijk
De zeer platte bruin gekleurde wants is altijd langvleugelig maar heeft gereduceerde vleugels en kan 4.5 tot 5 mm lang worden. Het ovale scutellum is bruinzwart, net als het halsschild en de kop. De kop heeft een punt aan de voorkant. De rand om het achterlijf (connexivum) is opvallend breed en de positie van de vlekken kan gebruikt worden om de soort van andere soorten uit hetzelfde genus te onderscheiden. De voorvleugels zijn alleen aan het begin verhard en voor de rest grotendeels doorzichtig. Dit is een verschil met de Nederlandse soorten uit het genus Aradus. Aneurus laevis lijkt sterk op Aneurus avenius, de mannetjes van die soort hebben echter geen knobbeltje op de rug, dus de vleugels liggen vlak op het lijf en de vrouwtjes hebben een afgevlakt uiteinde van het achterlijf.

## Leefwijze
De volgroeide wantsen van de soort kunnen, in alle stadia, het hele jaar door, gevonden worden. Ze leven in bossen onder de schors van dode takken van een groot aantal bomen en stuiken.

## Leefgebied
De soort is in Nederland zeldzaam en er is een afname in waarnemingen sinds 1980. Het verspreidingsgebied is Palearctisch, van Europa tot Noord-Afrika en het Midden-Oosten, Centraal-Azië, en de Kaukasus